# Neuweiler (Weil im Schönbuch)
Neuweiler ist ein Ortsteil der Gemeinde Weil im Schönbuch im Landkreis Böblingen in Baden-Württemberg.

## Geographie
Weil im Schönbuch liegt auf der Schönbuchlichtung zwischen 432 und 487 m über NN, zwölf südlich von Böblingen an der Bundesstraße 464 Böblingen – Tübingen am Nordrand des Naturparks Schönbuch. Der Ortsteil Neuweiler liegt auf einer Höhe von 432 Metern über NN und befindet sich zwei Kilometer nördlich und einen Kilometer westlich von Weil im Schönbuch.

## Geschichte

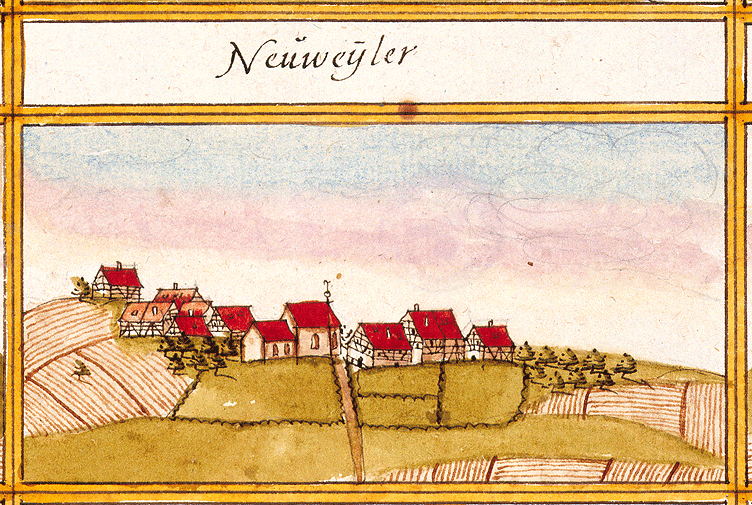
Neuweiler 1683/1685 im Kieserschen Forstlagerbuch

Neuweiler wurde im Jahre 1225 erstmals urkundlich erwähnt.
Am 1. Juli 1971 wurde Neuweiler im Zuge der Gemeindegebietsreform in die Gemeinde Weil im Schönbuch eingemeindet.
1990 wurde auf Antrag der Elternschaft und des Ortschaftsrates eine Grundschule für die Klassen 1 und 2 eingerichtet, die als Nebenstelle zur Grund-, Haupt- und Werkrealschule Weil im Schönbuch geführt wird.

## Politik
Nach der letzten Kommunalwahl am 26. Mai 2019 besteht der Ortschaftsrat aus acht Mitgliedern. Der Ortsvorsteher ist Volker Goldmann.
Seit 1976 ist Neuweiler mit Hennersdorf in Niederösterreich verbunden.

## Kultur

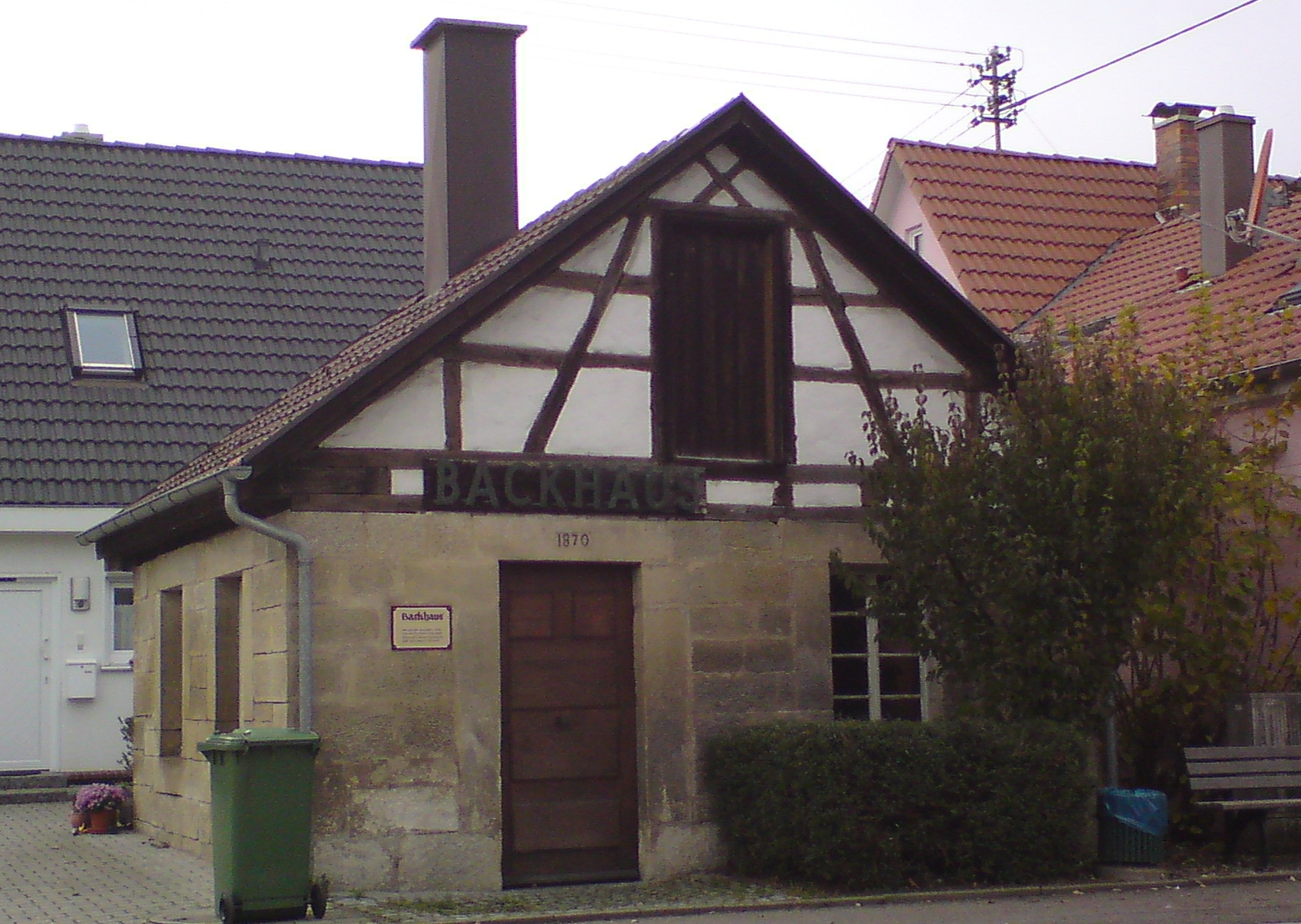
Backhaus in Neuweiler

In Neuweiler werden regelmäßig veranstaltet:
- Sommer-Hocketse
- Backhausfest (immer am 3. Oktober)
- Adventsmärktle (immer am Samstag vor dem Totensonntag bzw. ein Wochenenden vor dem 1. Advent)

## Sehenswürdigkeiten

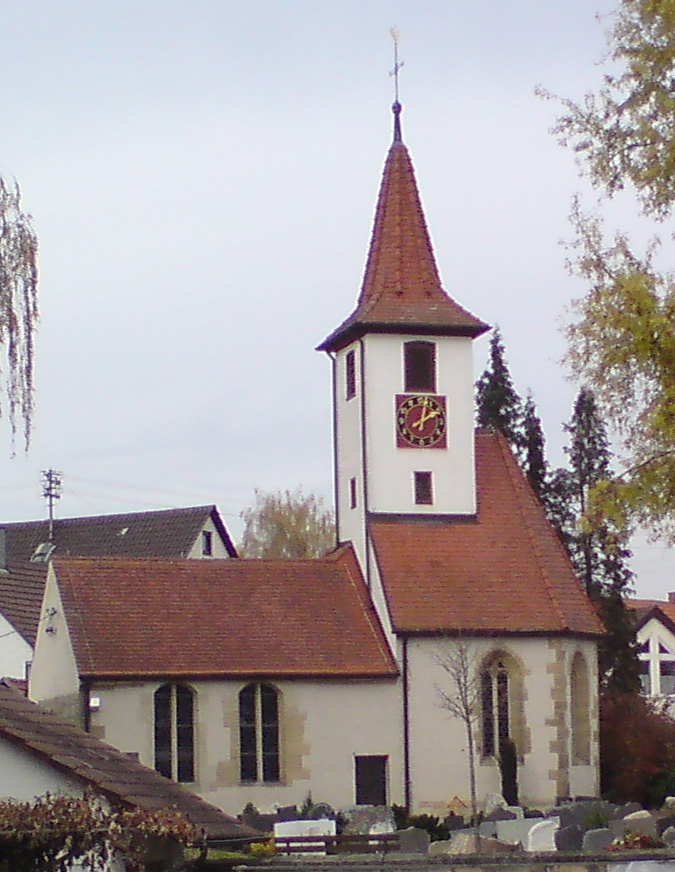
Christuskirche in Neuweiler

Das alte Backhaus steht unter Denkmalschutz und in ihm können die Bürger selber Brot backen.
Die evangelische Christuskirche stammt aus dem 13. Jahrhundert, wurde modernisiert und hat seit 2006 eine Orgel von Orgelbau Mühleisen.
Im Rathaus befindet sich eine ehrenamtlich geführte Kinder- und Jugendbücherei.